# Suécia em 1905-1914
Este período vai da dissolução da União Suécia-Noruega (1905) até ao início da Primeira Guerra Mundial (1914).

É conhecido como o "Nascimento da Democracia" - Demokratins genombrottstid.

Em 1907, os homens com mais de 24 anos receberam o direito de voto.

## Cronologia
- 1905 – Fim da União Suécia-Noruega[4][5]

- 1907 – Sufrágio universal para homens[1]

- 1909 – Greve geral de 1909[6]

- 1914 – Manifestações a favor e contra a defesa militar[7]

- 1914 – Neutralidade sueca na Primeira Guerra Mundial[8]

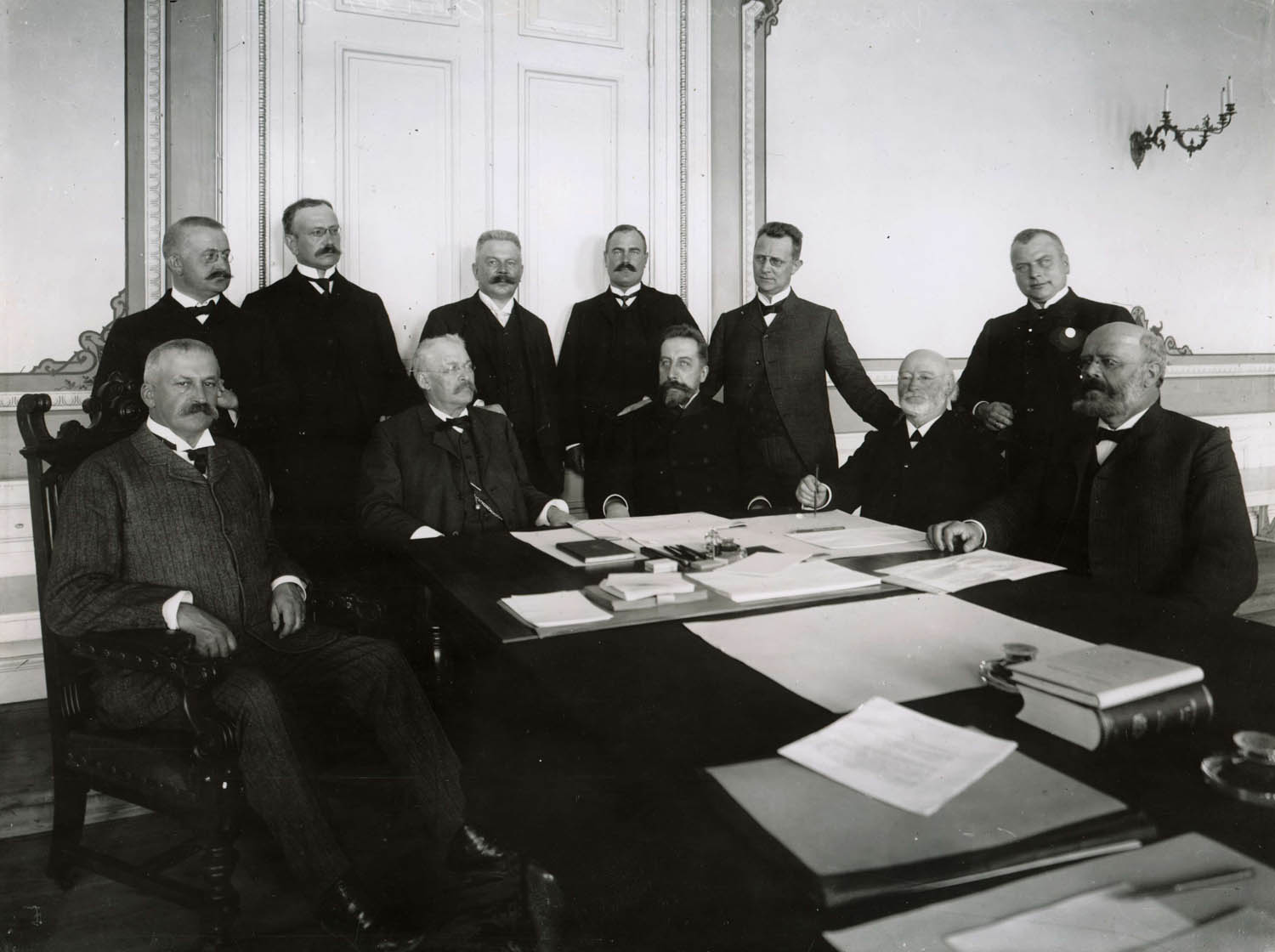
Negociações entre a noruegueses e suecos em 1905 na cidade de Karlstad.
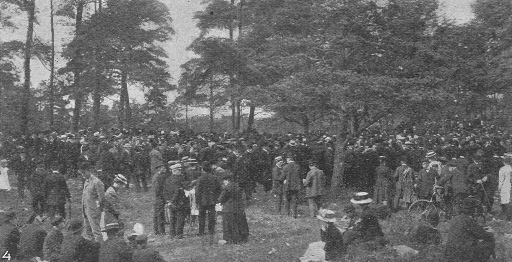
A greve geral de 1909

### Monarcas da Suécia: 1905-1914

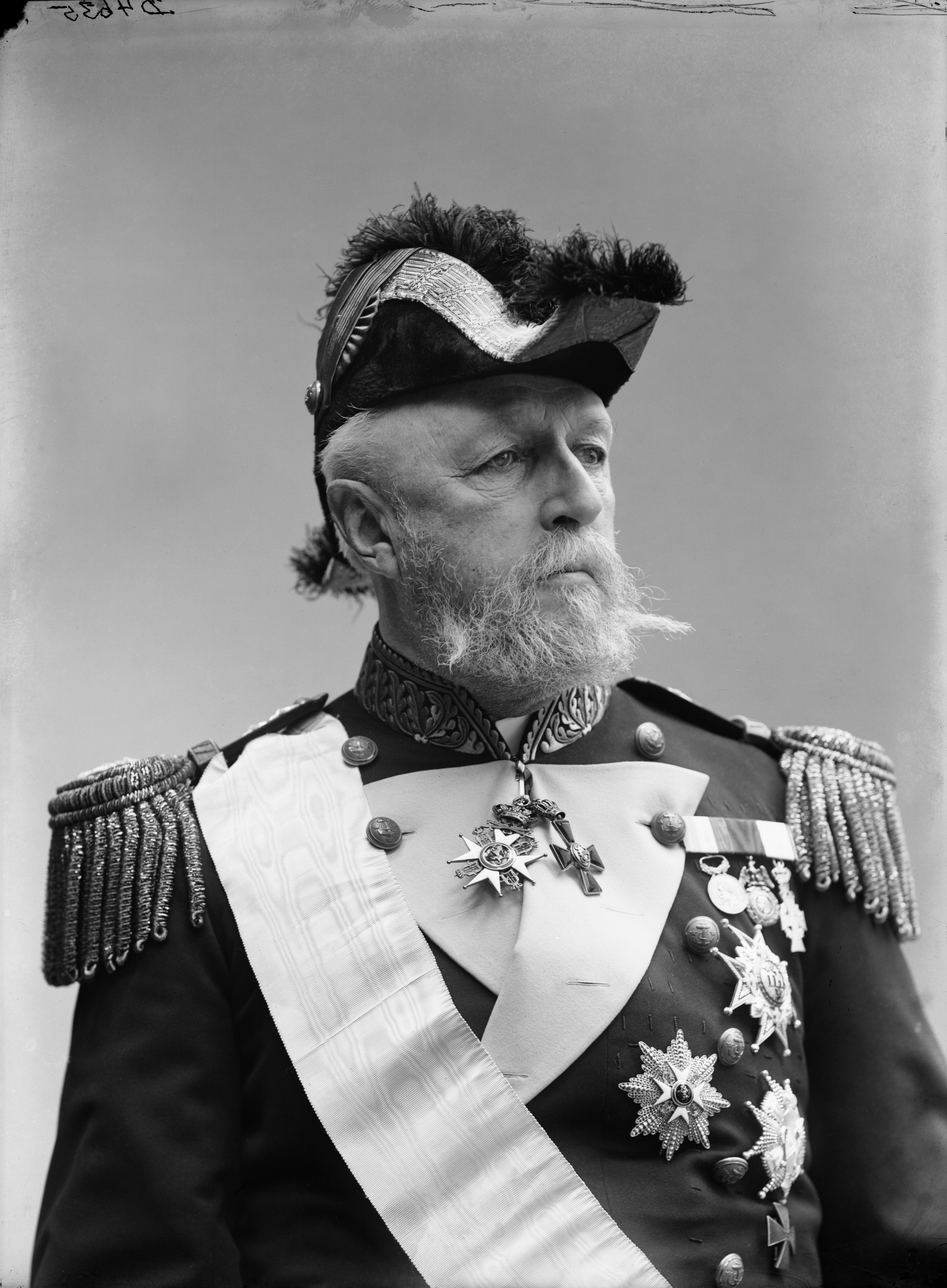
1872–1907 Óscar II
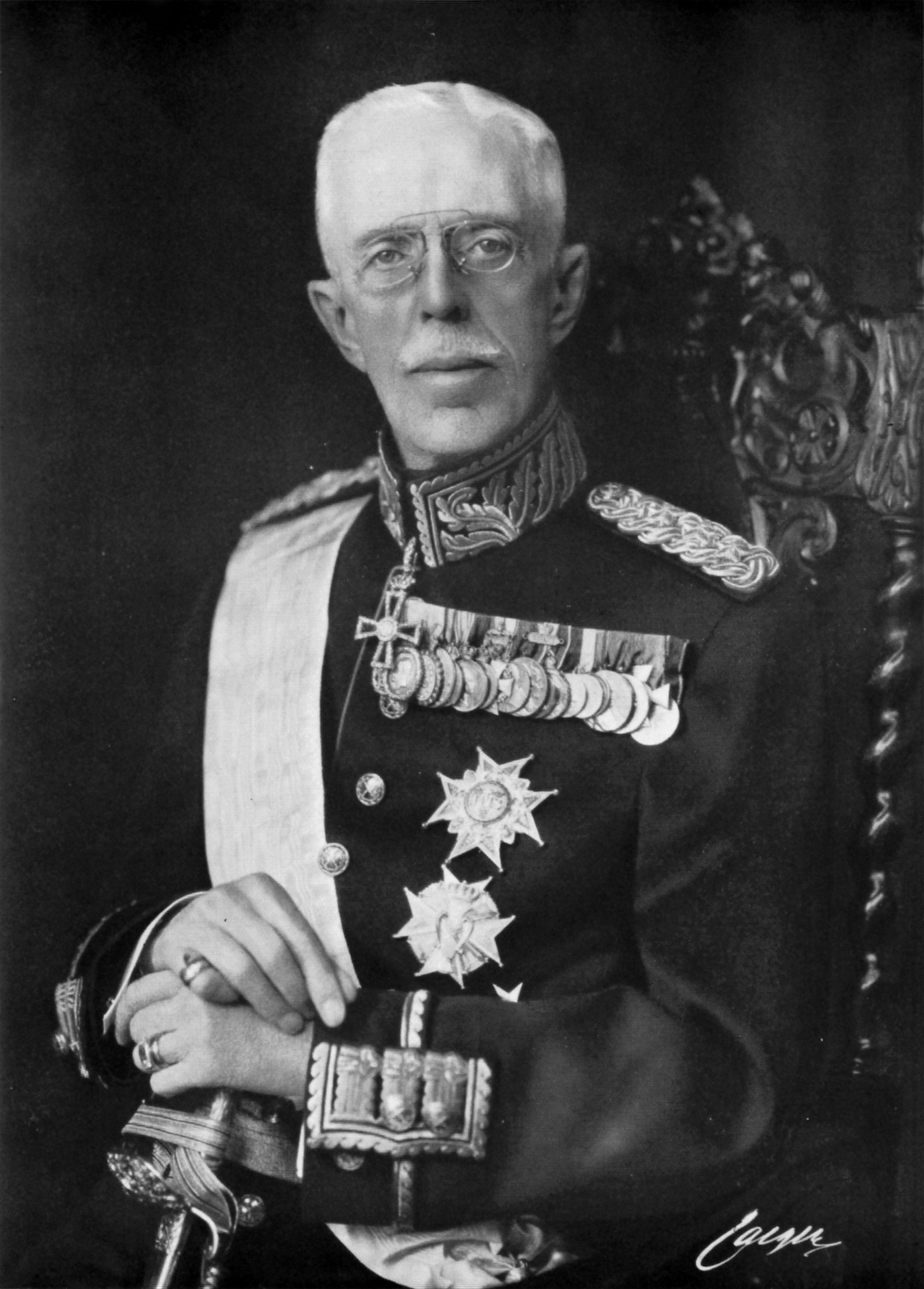
1907-1950 Gustavo V

### Primeiros-ministros da Suécia: 1905-1914

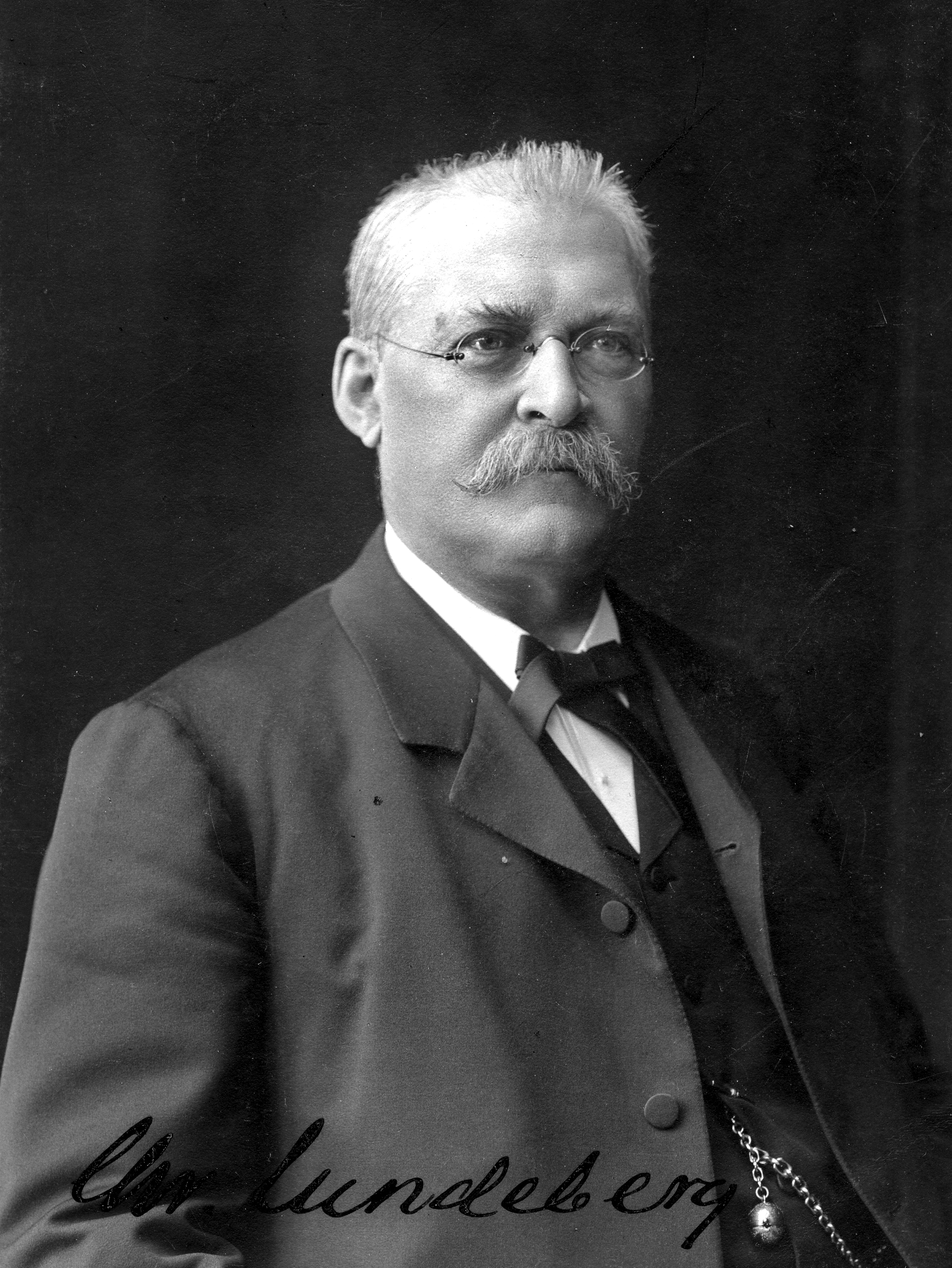
1905-1905 Christian Lundeberg
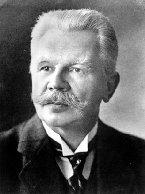
1905-1906 Karl Staaff
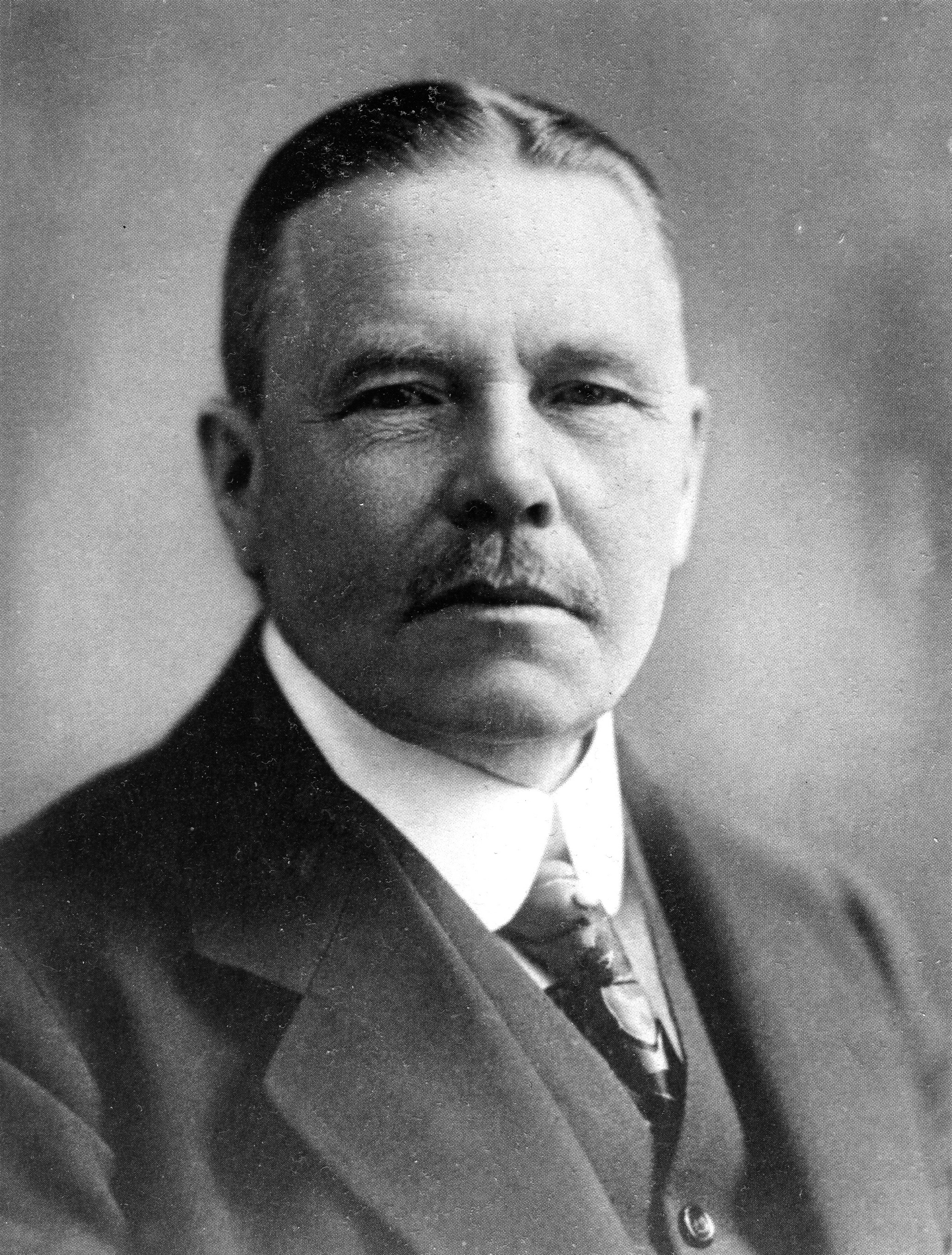
1906-1911 Arvid Lindman
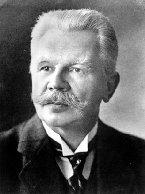
1911-1914 Karl Staaf
1914-1917 Hjalmar Hammarskjöld